# Козловичский сельсовет (Могилёвская область)
Козло́вичский сельсовет (бел. Казло́віцкі сельсавет) — административно-территориальная единица Глусского района Могилёвской области Республики Беларусь.

## Географическое положение
На территории сельсовета расположены СПК «Колхоз «Заря Коммуны», земли ОАО «Райагропромтехснаб», 26 объектов социально-культурной сферы, Кировское лесничество.
Граничит с Березовским и Калатичским сельсоветами (Глусский район), Брожским и Горбацевичским сельсоветом (Бобруйский район).
Агрогородок Застенок Устерхи расположен на расстоянии  15 км от Глуска.

## Население
- 1999 год — 858 человек
- 2010 год — 1255 человек

На 2011 год количество населения 1341, из них: несовершеннолетних – 173, трудоспособных – 691, нетрудоспособных – 509.
Подворьев – 698.

## Состав
Включает 23 населённых пунктов:
- Балашевичи — деревня.
- Бервы — деревня.
- Вильча — деревня.
- Вьюнище — деревня.
- Долгий Лес — деревня.
- Залесье — деревня.
- Заречье — деревня.
- Застенок Устерхи — агрогородок.
- Зеленковичи — деревня.
- Зубаревичи — деревня.
- Карповичи — деревня.
- Кастрычник — деревня.
- Кировское — посёлок.
- Клещёвка — деревня.
- Козловичи — деревня.
- Крюковщина — деревня.
- Незнанье — деревня.
- Повстка — деревня.
- Приворотье — деревня.
- Приплавы — деревня.
- Старое Село — деревня.
- Степановка — деревня.
- Устерхи — деревня.
- Чикили — деревня.